# Airan

Airan este o comună în departamentul Calvados, Franța. În 1 ianuarie 2018 avea o populație de 670 de locuitori.